# Migração LGBTQ

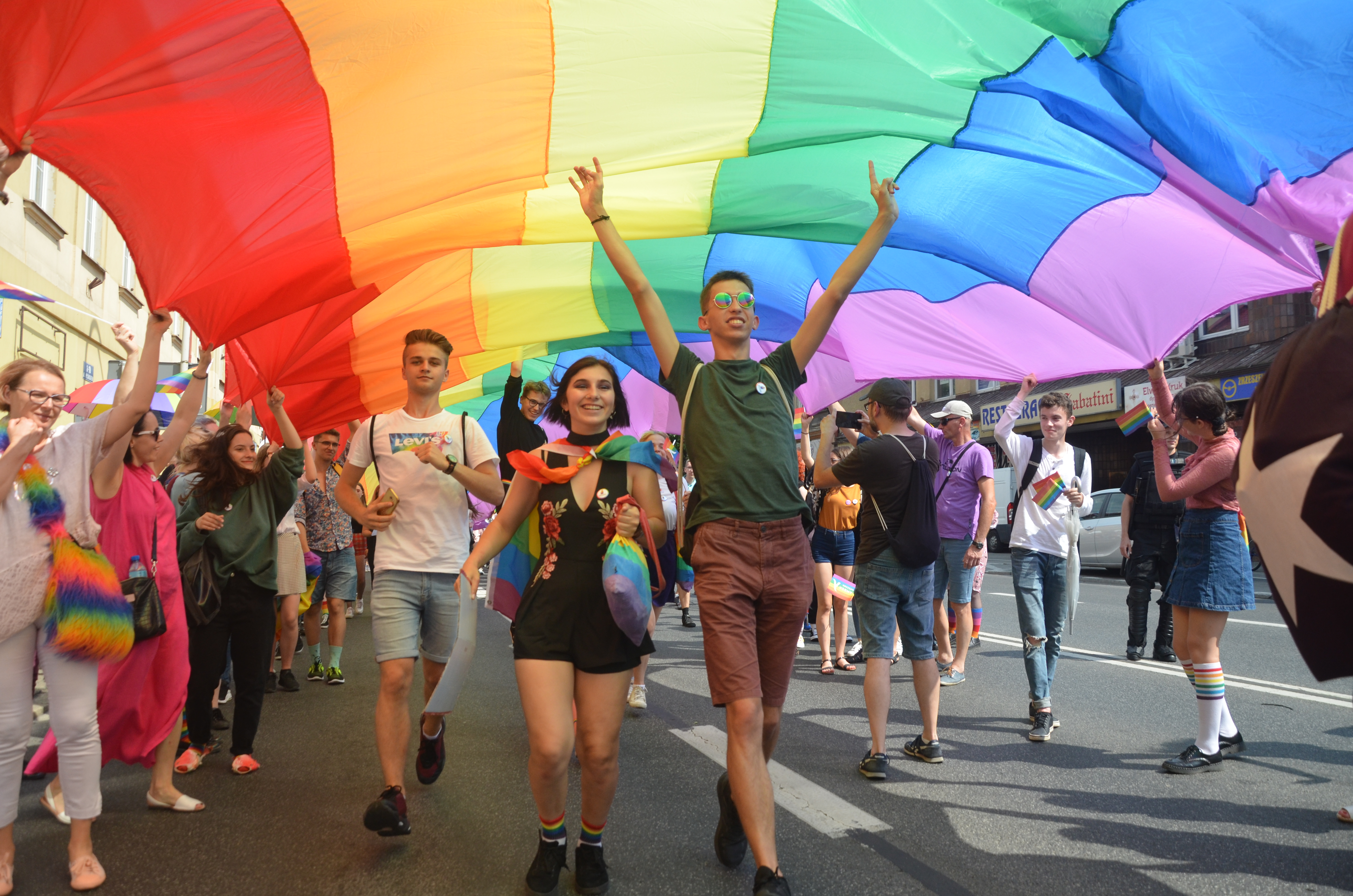
Comunidade LGBT busca por melhores condições.

 A migração LGBTQ refere-se ao movimento de indivíduos LGBT, englobando lésbicas, gays, bissexuais, transgêneros e queer, através de fronteiras internacionais ou dentro de um único país. Muitos migram para escapar da discriminação, restrições legais, violência e estigma social — como a homofobia e a transfobia — relacionados à sua sexualidade e/ou identidade de gênero. Outros buscam maior aceitação social, proteções legais ou oportunidades econômicas. Os migrantes LGBTQ frequentemente enfrentam exclusão social, retaliações violentas e desafios socioeconômicos em seus países de origem. Globalmente e internamente, muitos indivíduos LGBTQ tentam deixar regiões discriminatórias em busca de ambientes mais inclusivos.

## História

### Contexto
Em vários países do mundo, o indivíduo homossexual ou transgênero está sujeito a restrições legais. Em 2018, 71 países consideram a homossexualidade como crime, além de cinco países e algumas regiões imporem a pena de morte para ela. Em 2024, a homossexualidade é crime em 64 países, a maioria na África e na Ásia. O único país da América do Sul a criminalizá-la é a Guiana, apesar de que a lei não seja aplicada. Além disso, em 47 países e certas regiões de outras nações, os indivíduos não têm permissão legal para mudar de gênero. Em 2020, 37 países criminalizaram efetivamente a condição transgênero.
O estatuto jurídico dos indivíduos LGBTQ+ influenciou os padrões de migração, com alguns a optarem por mudar-se para outros países. Para além das restrições legais, fatores sociais como a discriminação e a violência por parte de familiares, comunidades ou autoridades contribuem para as decisões de migração.
Indivíduos LGBT podem procurar mudar-se para países com estruturas legais e ambientes sociais mais inclusivos. Alguns migram através de oportunidades educacionais ou de emprego, casamento ou outras vias legais, enquanto outros são refugiados. De acordo com a Convenção das Nações Unidas de 1951 relativa ao Estatuto dos Refugiados, os indivíduos podem qualificar-se como refugiados se enfrentarem perseguição nos seus países de origem com base em fatores como raça, religião, nacionalidade, pertença a um determinado grupo social ou opiniões políticas.
Migrantes LGBTQ também podem enfrentar desigualdades sociais como racismo, xenofobia e opressão econômica durante suas migrações. Algumas mulheres trans adaptam sua apresentação de gênero para parecerem mais masculinas durante a migração, afetando sua expressão de gênero, o que frequentemente era um fator de perseguição em seus países de origem.
Ainda, pessoas não heterossexuais podem buscar outro país em busca de reinventar a identidade pessoal.
Em alguns países ocidentais, pessoas pertencentes a comunidade LGBTQIA+ de países com leis restritivas são reconhecidas como pertencentes a um grupo social vulnerável. No entanto, os padrões de migração variam e nem todas as pessoas LGBT se mudam devido à perseguição. Embora muitos países tenham leis e políticas antidiscriminatórias, migrantes LGBT ainda podem enfrentar desafios legais, econômicos e sociais.

## Por região

### Oceania
A Austrália começou a permitir a imigração de parceiros do mesmo sexo de seus cidadãos na década de 1980, tornando-se, junto com o Canadá, um dos países pioneiros a abrir essas portas. O casamento entre pessoas do mesmo sexo foi legalizado em 2017.
Os indivíduos LGBTQ na Austrália continuam a enfrentar discriminação em várias áreas, sobretudo no âmbito dos esportes.
As populações LGBTQ na Austrália são comumente encontradas em áreas urbanas, uma tendência observada em muitos países onde os centros urbanos são frequentemente considerados mais inclusivos. Dados da Austrália e da Nova Zelândia indicam que os pais LGBTQ têm maior probabilidade de residir em áreas rurais. Relatou-se que filhos de pais LGBTQ que vivem nessas áreas sofrem taxas mais altas de bullying com tom homofóbico na escola em comparação com aqueles que vivem em áreas urbanas.

### Estados Unidos e Canadá
No início do século XX, a homossexualidade foi classificada como um transtorno mental e foi usada como base para proibir indivíduos queer de imigrar para os Estados Unidos e Canadá.
O Canadá permitiu a imigração homossexual em 1991. Pesquisas realizadas na década de 2010 sobre imigrantes LGBTQ no Canadá indicam que grupos de apoio projetados especificamente para imigrantes LGBTQ africanos e caribenhos oferecem vários benefícios, incluindo melhorias na saúde mental, oportunidades de emprego e estabilidade habitacional.
A Lei de Imigração e Nacionalidade de 1965 foi a primeira política dos EUA a proibir explicitamente a entrada de "desviantes sexuais" no país e exigiu que o Serviço de Imigração e Naturalização deportasse indivíduos classificados nesta categoria. Como o "desvio sexual" era considerado uma condição médica, imigrantes de minorias sexuais foram impedidos de entrar nos Estados Unidos por um longo período. Em 1994, uma mudança de política permitiu que minorias sexuais fossem reconhecidas como membros de um determinado grupo social que poderia enfrentar perseguição em seus países de origem, tornando-as elegíveis para buscar asilo nos Estados Unidos.
Nos Estados Unidos, juízes e funcionários da imigração exigem que a homossexualidade seja socialmente visível para que a perseguição sexual seja uma queixa viável. Além disso, a homossexualidade deve ser considerada uma característica permanente e inerente para que as autoridades de imigração dos EUA a reconheçam em casos de refúgio. Os Serviços de Cidadania e Imigração dos Estados Unidos analisam os pedidos de refúgio e asilo LGBTQ em tribunais de imigração. A complexidade dos procedimentos legais pode dificultar a representação eficaz dos requerentes de asilo.

### México e América Central
Estudos sobre a migração LGBTQ na região do México e da América Central indicam que os indivíduos LGBTQ são vulneráveis à violência decorrente da homofobia ou transfobia, bem como a riscos como violência física e sexual. Muitos vivenciaram ameaças ao longo de suas vidas, resultando em traumas. Durante a migração, alguns indivíduos LGBTQ, particularmente homens queer e mulheres trans, envolvem -se ou retornam ao trabalho sexual, o que aumenta sua exposição à violência e aos riscos ao seu bem-estar físico e emocional.

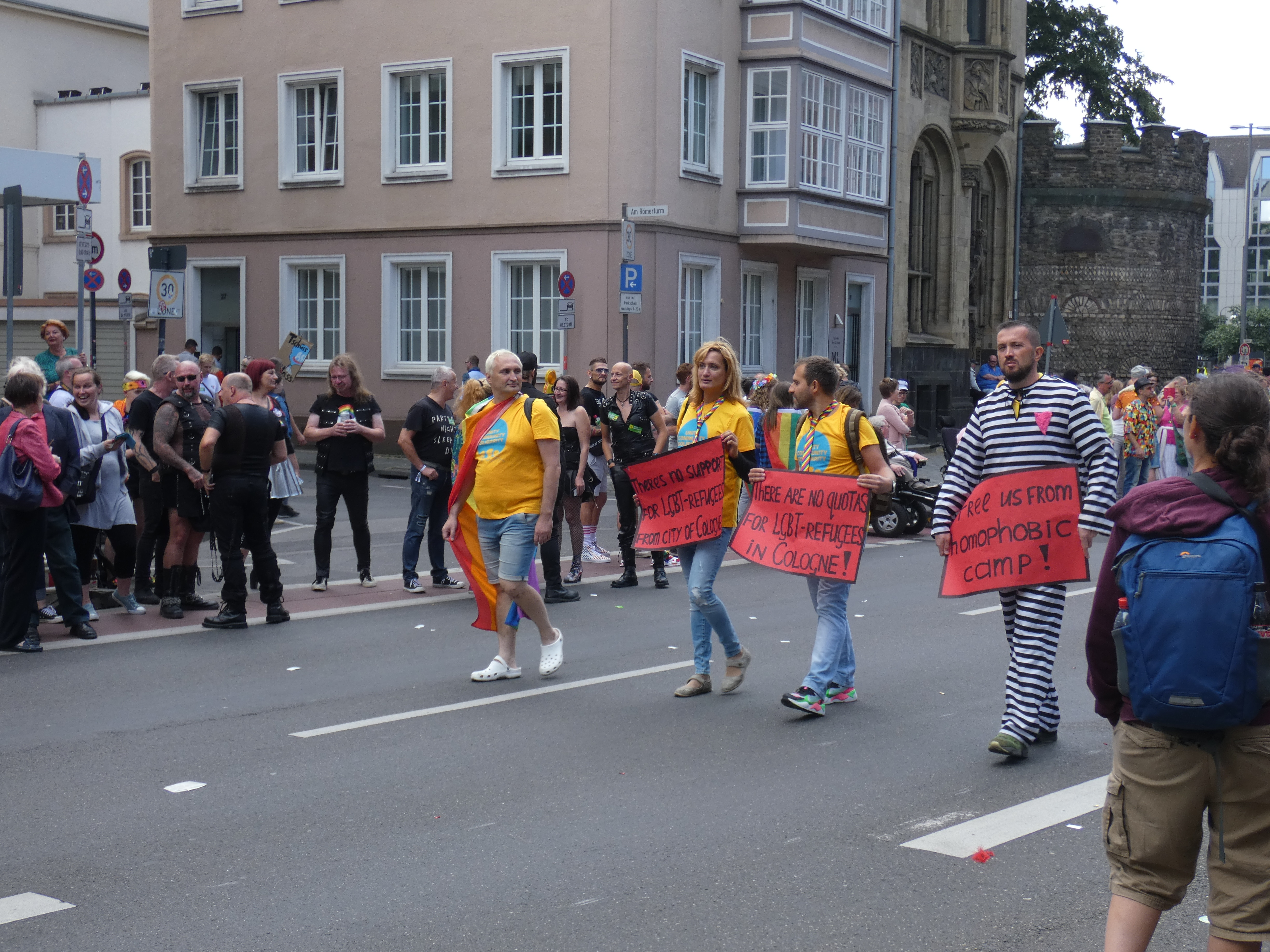
Refugiados LGBT em Colônia, Alemanha.

### Europa
Os LGBT que buscam refúgios nos países europeus podem enfrentar desafios na comprovação da sua orientação sexual ou identidade de gênero para se qualificarem para refúgio. Até 2010, muitos desses LGBT eram aconselhados a regressar aos seus países de origem e a ocultar as suas identidades.
Na União Europeia, os cidadãos transgêneros têm direito à livre circulação. No entanto, na prática, deparam-se com barreiras legais e administrativas que limitam a sua capacidade de exercer plenamente este direito na União.

## Tendências atuais da migração

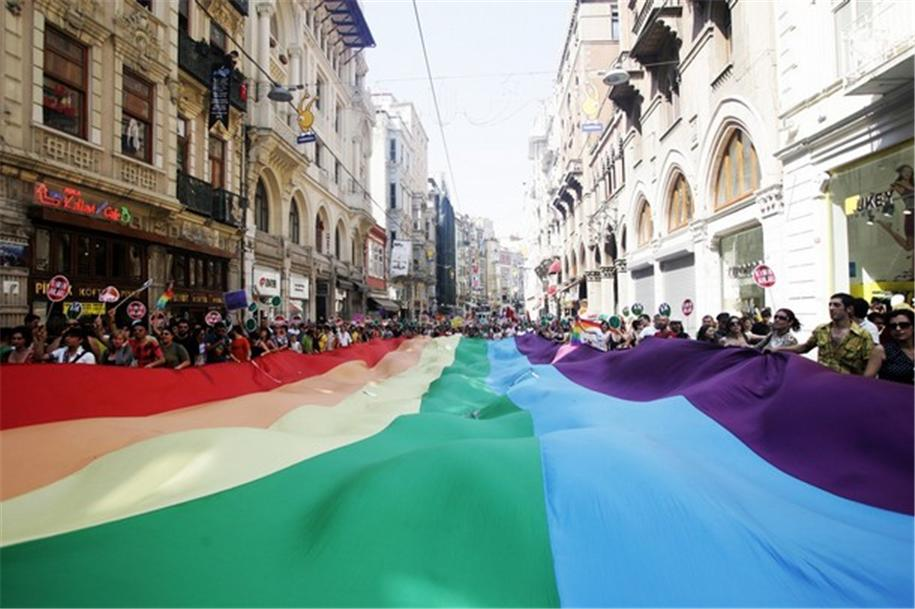
Protesto LGBT em Istambul, Turquia.

Os países conhecidos pela emigração LGBT substancial incluem o Irão, o Iraque, a Jamaica, o Paquistão, a Arábia Saudita, o México e o Brasil. 
O Brasil está na rota de quem busca refúgio há mais de 17 anos e foi o quarto país do mundo a tornar os dados de solicitações de reconhecimento da condição de refugiado baseado na orientação sexual e na identidade de gênero.
Especialistas em Migração e Segurança Humana relatam que muitos indivíduos tentam primeiro migrar dentro de seus próprios países de origem antes de buscar asilo internacional. Em geral, os estágios da migração interna são: de áreas rurais para centros regionais e, destes, para metrópoles nacionais. Essa insistência em permanecer no país pode ocorrer devido à violência de gangues, pobreza e condições de trabalho exploratórias. Em casos de violência de gangues, os jovens são frequentemente recrutados, e, quando se recusam, suas vidas são colocadas em risco. Embora a realocação possa resolver problemas temporários, novos problemas surgem. Entrar em novas comunidades não significa que a segurança seja sempre fornecida, pois os membros de gangues podem presumir que os jovens são afiliados a grupos rivais ou são desertores. Ambos os cenários podem levar à violência ou morte. Os mais vulneráveis são mulheres jovens e indivíduos LGBTQ.
As dificuldades econômicas impulsionam ainda mais a migração, pois muitos jovens são forçados a trabalhar, mas são mal pagos devido à sua idade e falta de experiência. Os entrevistados relataram consistentemente que seus rendimentos eram insuficientes para atender às necessidades básicas ou para sustentar suas famílias. As oportunidades de emprego eram escassas em suas cidades natais, levando muitos a sair em busca de melhores perspectivas de emprego.

## Refugiados e migrantes
Refugiados, definidos pelo Alto Comissariado das Nações Unidas para Refugiados ( ACNUR), são pessoas deslocadas que "devido a um medo de serem perseguidas por motivos de raça, religião, nacionalidade, pertencimento a um determinado grupo social ou opinião política, estão fora do país de sua nacionalidade e não podem, ou, devido a esse medo, não querem se valer da proteção desse país." Refugiados LGBT são aqueles que são perseguidos devido à sua sexualidade ou orientação de gênero e não conseguem encontrar proteção em seu país de origem. Os indivíduos podem buscar o status de refugiado de várias maneiras: eles podem se registrar em um posto avançado da ONU, visitar o país pretendido e obter um visto, ou podem fazer um relatório na sede oficial de sua representação governamental. Uma vez apresentado o pedido, o país onde se pretende migrar avalia a elegibilidade dos requisitos de asilo. Entretanto, durante as reuniões para determinar a elegibilidade e a adequação, os requerentes enfrentam obstáculos que podem impedi-los de apresentar um pedido bem-sucedido.